# Сметанин, Владимир Семёнович
Владимир Семёнович Сметанин (род. 13 февраля 1937, Подлипки, Московская область) — советский тяжелоатлет, заслуженный мастер спорта СССР по тяжёлой атлетике. Призёр чемпионатов мира и Европы, пятикратный абсолютный чемпион СССР.

## Спортивная карьера
Владимир Сметанин родился в посёлке Подлипки Мытищинского района, ныне Королёв Московской области. Участвовал в соревнованиях от ДСО «Спартак» и «Вооружённые силы» (Свердловск).
В 1961 году на чемпионате СССР по тяжёлой атлетике Сметанин стал серебряным призёров по сумме многоборья, в упражнении толчок на том чемпионате ему не было равных. В 1962, 1963, 1964, 1970 и 1972 годах становился абсолютным чемпионом Советского Союза в наилегчайшей весовой категории.
В 1969 году в Варшаве в рамках 43-го чемпионата мира, состоялся и чемпионат Европы. Владимир Сметанин, уступив только Владимиру Крищишину, стал серебряным призёром чемпионата мира и Европы по сумме многоборья. В отдельных упражнениях рывок и толчок Сметанин стал первым.
В 1970 году на чемпионате Европы, который состоялся в венгерском Сомбатхее, Сметанин завоевал бронзовую медаль, с весом 325 кг по сумме многоборья. В этом же году на чемпионате мира в Коламбусе также стал бронзовым призёром.
Сметанин за свою успешную спортивную карьеру установил шесть рекордов Советского Союза: дважды в сумме многоборья, трижды в толчке и один раз в жиме.
В 1961 году Сметанину было присвоено звание «Мастер спорта СССР», а в 1969 году он стал «Заслуженным мастером спорта СССР».
В 1970 году Владимир Семёнович завершил обучение в Омском Государственный университет физической культуры и спорта, получил специальность — преподаватель физического воспитания. После завершения карьеры спортсмена работал тренером «СКА» Свердловск.
Награждён медалями «За трудовую доблесть» и «Ветеран труда».

## Семья
Жена — Сметанина Мария Петровна (1939—2012)
Дочь — Сметанина (Ричмонд) Людмила (1966 г.р.), Сметанина (Михайлова) Дарья (1974 г.р.).